# 1031 (numero)
Milletrentuno (1031) è il numero naturale dopo il 1030 e prima del 1032.

## Proprietà matematiche
- È un numero dispari.
- È un numero primo e un numero primo forte.
  - È un numero primo di Sophie Germain.
  - È un numero primo di Chen.
- È un numero difettivo.
- È un numero omirp.
- È un numero nontotiente in quanto dispari e diverso da 1.
- È un numero congruente.
- È un numero malvagio.
- È un numero palindromo e un numero ondulante nel sistema posizionale a base 11 (858).
- È parte della terna pitagorica (1031, 531480, 531481).

## Astronomia
- 1031 Arctica è un asteroide della fascia principale del sistema solare.
- NGC 1031 è una galassia situata nella costellazione dell'Orologio.
- IC 1031 è una galassia situata nella costellazione di Boote.

## Astronautica
- Cosmos 1031 è un satellite artificiale russo.